# Komu bije dzwon (singel)
Komu bije dzwon – singel grupy Kult wydany 4 czerwca 1998 promujący płytę „Ostateczny krach systemu korporacji”.

## Lista utworów[1]
| Nr | Tytuł utworu                 | Długość |
| -- | ---------------------------- | ------- |
| 1. | „Komu bije dzwon”            | 4:19    |
| 2. | „Komu bije dzwon – Kazik”    | 4:07    |
| 3. | „Komu bije dzwon – Banan 1”  | 3:50    |
| 4. | „Komu bije dzwon – Banan 2”  | 3:45    |
| 5. | „Komu bije dzwon – Morawiec” | 3:51    |
| 6. | „Komu bije dzwon – Pietrzak” | 3:50    |
|    |                              | 23:42   |